# Pomacentrus milleri
Pomacentrus milleri är en fiskart som beskrevs av Taylor, 1964. Pomacentrus milleri ingår i släktet Pomacentrus och familjen Pomacentridae. IUCN kategoriserar arten globalt som livskraftig. Inga underarter finns listade i Catalogue of Life.